# Dorothea Erxleben
Dorothea Christiane Erxleben, (født Leporin 13. november 1715 i Quedlinburg, død 13 juni 1762), var en tysk læge. Hun var mor til Johann Christian Erxleben.
Erxleben blev tidligt undervist i medicin fra sin far. Inspireret af Laura Bassis eksempel udgav hun i 1742 en traktat, hvor hun forsvarede retten til at studere på universitetet, uanset køn. Hun modtog en personlig dispensation til at studere ved universitet i Halle an der Saale af Fredrik den store og blev 1754 den første kvinde i Tyskland, der blev udnævnt til Medicinæ Doctor. 
Erxleben har et krater på Venus opkaldt efter sig og 13. november 2015 dedikerer Google deres Google Doodle til Dorothea Erxleben i anledning af hendes 300-års fødselsdag.